# خيرمان كافا
خيرمان كافا (بالإسبانية: Germán Caffa)‏ هو لاعب كرة قدم أرجنتيني في مركز حراسة المرمى، ولد في 17 يوليو 1980 في مدينة كونسبسيون ديل أوروغواي في الأرجنتين. لعب مع أوليمبيا أسونسيون وبانفيلد وفيرو كاريل أويستي ونادي بالستينو وناسيونال مونتيفيديو ونيولز أولد بويز.

## وصلات خارجية
- خيرمان كافا على موقع قاعدة بيانات كرة القدم.إي يو (الإنجليزية)
- خيرمان كافا على موقع Soccerway.com (الإنجليزية)